# Barberiniové

Erb Barberiniů

Barberiniové (italsky Barberini) byl italský šlechtický rod. Pocházel z Toskánska, kde rodina patřila k nižší šlechtě a v 11. století se usadila ve Florencii. Největší vliv měl rod v 17. století, kdy se jeden z jeho členů, Maffeo Barberini, stal papežem Urbanem VIII., který praktikoval ve velké míře nepotismus.
Roku 1738 vymřela hlavní větev rodu. Giulio Cesare Colonna, potomek po přeslici, převzal znak a jméno a založil tak větev Barberini-Colonna.

## Erb
Na erbu Barberiniů jsou tři včely. V důsledku stavebních aktivit Urbana VIII. je lze nalézt na mnoha místech Říma.

## Významní představitelé rodu
- Maffeo Barberini (1568–1644), papež Urban VIII.
- Antonio Barberini (1608–1671), vévoda Urbina a remešský arcibiskup
- Francesco Barberini (1597–1679), kardinál Urbana VIII.

- Taddeo Barberini (1603–1647), 1. panovník Palestriny
- Maffeo Barberini (1631–1685), jeho syn, 2. palestrinský panovník
- Urbano Barberini (1664–1722), jeho syn, 3. palestrinský panovník
- Cornelia Costanza Barberini (1716–1797), jeho dcera, 4. palestrinská panovnice

## Jiné
Po členech rodu je pojmenováno:
- Piazza Barberini, Řím
- Palazzo Barberini, Řím
- Palazzo Barberini, Palestrina
- Faun Barberinů v mnichovské Glyptotéce